# Канонерская улица (Санкт-Петербург)
Каноне́рская у́лица — улица в Адмиралтейском районе Санкт-Петербурга. Проходит от Лермонтовского проспекта за Английский проспект.

## История
20 августа 1739 года присвоено наименование Шки́перская улица, связано с местонахождением здесь Морской слободы. В обиходе не употреблялось. Современное название в форме Кананерская улица — на участке от Лермонтовского проспекта до дома 31 — известно с 1774 года, оно связано с проживанием здесь канониров. С 1779 года появляется современный вариант Канонерская улица. Также употреблялся вариант Канонирская улица.
В 1950-е годы Канонерская улица была продолжена вдоль школы (дом 33).
С ноября 2022 года часть Канонерской улицы стала односторонней — от Английского проспекта к Лермонтовскому.

## Образование
- Школа № 234 (дом 33).

## Достопримечательности
- д. № 13 (ул. Пасторова, 7) — 1 треть XIX в., 1901 г., арх.-худ. В. А. Липский (правая часть)[3].  781711301090005
- д. № 19-21 — дом Т. М. Любищевой, 1910 г., гражд. инж. Г. П. Хржонстовский[3].  7831006000
- д. № 22 — дом Владимирцевой, 2 четв. XIX в., 1852 г., арх. Е. Е. Аникин[3].  7831007000